# Menhir von Nierstein
Der Menhir von Nierstein ist ein Menhir bei Nierstein im Landkreis Mainz-Bingen in Rheinland-Pfalz.

## Lage
Der Stein wurde 1891 bei einer Grabung im Flurstück „Neunmorgen“ entdeckt. Das Gebiet diente von der Jungsteinzeit bis ins Frühmittelalter als Siedlungs- und Begräbnisplatz. Der Menhir wurde zunächst im Hof der neuen Schule aufgerichtet und in den 1960er oder 70er Jahren schließlich in den Gemeindepark umgesetzt. 3,1 km südsüdwestlich seines heutigen Standorts befindet sich der Menhir von Dexheim.

## Beschreibung
Der Menhir besteht aus Kalkstein. Er hat eine Gesamthöhe von 425 cm oder 550 cm und ragt 340 cm aus dem Boden; seine Breite beträgt 200 cm und seine Tiefe 80 cm. Er ist unregelmäßig geformt und läuft nach oben spitz zu. Seine Oberfläche ist stellenweise stark porös. Auf einer Seite wurden nach dem Zweiten Weltkrieg im Auftrag französischer Soldaten ein Lothringerkreuz (als Symbol der Freien Französischen Streitkräfte) und die Jahreszahl „1945“ eingemeißelt.
In der Nähe des Menhirs wurden Gräber der jungsteinzeitlichen Rössener Kultur entdeckt.